# Viktorie Adléta Šlesvicko-Holštýnská
Viktorie Adléta Šlesvicko-Holštýnská (31. prosince 1885 – 3. října 1970) byla manželkou Karla Eduarda Sasko-Kobursko-Gothajského a babičkou Karla XVI. Švédského.

## Původ
Princezna Viktorie Adléta se narodila 31. prosince 1885 v Grünholz Manor, Šlesvicko-Holštýnsku jako nejstarší dcera Fridricha Ferdinanda Šlesvicko-Holštýnského a jeho manželky, princezny Karolíny Matyldy Šlesvicko-Holštýnsko-Sonderbursko-Augustenburské. Její otec byl nejstarším synem Fridricha Šlesvicko-Holštýnsko-Sonderbursko-Glücksburského a synovcem Kristiána IX. Dánského.

## Sasko-kobursko-gothajská vévodkyně
Viktorie se 11. října 1905 na hradě Glücksburg ve Šlesvicku provdala za Karla Eduarda Sasko-Kobursko-Gothajského. Karel Eduard se narodil jako JKV princ Karel Eduard, vévoda z Albany, jediný syn Leopolda, vévody z Albany a Heleny Waldecko-Pyrmontské. Byl vnukem královny Viktorie. Pět let před svatbou, v roce 1900, se stal po smrti svého strýce Alfréda sasko-kobursko-gothajským vévodou. Viktorie měla s Karlem Eduardem pět dětí.

## Pozdější život
V roce 1918 byl vévoda nucen abdikovat. Poté, co jim po druhé světové válce Sovětský svaz zabavil jejich vlastnictví ve Východním Německu, uprchl pár do Rakouska. Viktorie Adléta zemřela 3. října 1970 ve Schloss Greinburg a byla pohřbena vedle svého manžela ve Schloss Callenbergu v Coburgu, 8. října 1970.

## Tituly a oslovení
- 31. prosince 1885 – 11. října 1905: Její Výsost princezna Viktorie Adléta Šlesvicko-Holštýnsko-Sonderbursko-Glücksburská
- 11. října 1905 – 28. března 1919: Její Královská Výsost vévodkyně z Albany, sasko-kobursko-gothajská vévodkyně
- 28. března 1919 – 6. března 1954: Její Výsost sasko-kobursko-gothajská vévodkyně
- 6. března 1954 – 3. října 1970: Její Výsost sasko-kobursko-gothajská vévodkyně vdova

## Potomci
| Jméno                                     | Narození           | Úmrtí              | Poznámky |
| ----------------------------------------- | ------------------ | ------------------ | --- |
| Johan Leopold Sasko-Kobursko-Gothajský    | 2. srpna 1906      | 4. května 1972     | Poprvé se oženil 9. března 1932 nepřiměřeně svému stavu s Feodorou, baronkou von der Horst, kvůli tomuto sňatku se vzdal svých práv na sasko-kobursko-gothajské dědictví; v roce 1962 se rozvedli; měli spolu 3 děti. Podruhé se oženil 5. května 1963 s Marií Terezou Reindlovou, se kterou neměl děti.                                                  |
| Sibyla Sasko-Kobursko-Gothajská           | 18. ledna 1908     | 28. listopadu 1972 | 20. října 1932 se provdala za Gustava Adolfa Švédského; měli spolu 5 dětí. |
| Hubertus Sasko-Kobursko-Gothajský         | 24. srpna 1909     | 26. listopadu 1943 | Zemřel během Druhé světové války bezdětný. |
| Karolína Matylda Sasko-Kobursko-Gothajská | 22. června 1912    | 5. září 1983       | Poprvé se provdala 14. prosince 1931 za Fridricha Wolfganga Otu, hraběte z Castell-Rüdenhausenu; 2. května 1938 se rozvedi; měli spolu 3 děti. Podruhé se provdala 22. června 1938 za kapitána Maxe Schnirringa; zemřel v roce 1944; měli spolu 3 děti. Potřetí se provdala 23. prosince 1946 za Jima Andree; v roce 1949 se rozvedli; děti spolu neměli. |
| Fridrich Josiáš Sasko-Kobursko-Gothajský  | 29. listopadu 1918 | 23. ledna 1998     | Poprvé se oženil 25. ledna 1942 s hraběnkou Viktorií Luisou ze Solms-Baruth; 19. září 1947 se rozvedli; měli spolu jednoho syna Podruhé se oženil 14. února 1948 s Denyse Henriettou de Muralt; 17. září 1964 se rozvedli; měli spolu 3 děti. Potřetí se oženil 30. října 1964 s Katherine Bremmovou; děti spolu neměli.                                  |

## Vývod z předků
|                                      |                                                                      |  |                                                                        |                                          |  |  |  |  |  |  |  | Fridrich Karel Ludvík Šlesvicko-Holštýnsko-Sonderbursko-Becký |
|                                      |                                                                      |  |                                                                        |                                          |  |  |  |  |  |  |  |                                                               |
|                                      | Fridrich Vilém Šlesvicko-Holštýnsko-Sonderbursko-Glücksburský        |  |                                                                        |                                          |  |  |  |  |  |  |  |                                                               |
|                                      |                                                                      |  |                                                                        |                                          |  |  |  |  |  |  |  |                                                               |
|                                      |                                                                      |  |                                                                        | Frederika Schliebenská                   |  |  |  |  |  |  |  |                                                               |
|                                      |                                                                      |  |                                                                        |                                          |  |  |  |  |  |  |  |                                                               |
|                                      | Fridrich Šlesvicko-Holštýnsko-Sonderbursko-Glücksburský              |  |                                                                        |                                          |  |  |  |  |  |  |  |                                                               |
|                                      |                                                                      |  |                                                                        |                                          |  |  |  |  |  |  |  |                                                               |
|                                      |                                                                      |  |                                                                        | Karel Hesensko-Kasselský                 |  |  |  |  |  |  |  |                                                               |
|                                      |                                                                      |  |                                                                        |                                          |  |  |  |  |  |  |  |                                                               |
|                                      | Luisa Karolina Hesensko-Kasselská                                    |  |                                                                        |                                          |  |  |  |  |  |  |  |                                                               |
|                                      |                                                                      |  |                                                                        |                                          |  |  |  |  |  |  |  |                                                               |
|                                      |                                                                      |  |                                                                        | Luisa Dánská a Norská                    |  |  |  |  |  |  |  |                                                               |
|                                      |                                                                      |  |                                                                        |                                          |  |  |  |  |  |  |  |                                                               |
|                                      | Fridrich Ferdinand Šlesvicko-Holštýnský                              |  |                                                                        |                                          |  |  |  |  |  |  |  |                                                               |
|                                      |                                                                      |  |                                                                        |                                          |  |  |  |  |  |  |  |                                                               |
|                                      |                                                                      |  |                                                                        | Filip II. ze Schaumburg-Lippe            |  |  |  |  |  |  |  |                                                               |
|                                      |                                                                      |  |                                                                        |                                          |  |  |  |  |  |  |  |                                                               |
|                                      | Jiří Vilém ze Schaumburg-Lippe                                       |  |                                                                        |                                          |  |  |  |  |  |  |  |                                                               |
|                                      |                                                                      |  |                                                                        |                                          |  |  |  |  |  |  |  |                                                               |
|                                      |                                                                      |  |                                                                        | Juliana Hesensko-Philippsthalská         |  |  |  |  |  |  |  |                                                               |
|                                      |                                                                      |  |                                                                        |                                          |  |  |  |  |  |  |  |                                                               |
|                                      | Adléta ze Schaumburg-Lippe                                           |  |                                                                        |                                          |  |  |  |  |  |  |  |                                                               |
|                                      |                                                                      |  |                                                                        |                                          |  |  |  |  |  |  |  |                                                               |
|                                      |                                                                      |  |                                                                        | Jiří I. Waldecko-Pyrmontský              |  |  |  |  |  |  |  |                                                               |
|                                      |                                                                      |  |                                                                        |                                          |  |  |  |  |  |  |  |                                                               |
|                                      | Ida Waldecko-Pyrmontská                                              |  |                                                                        |                                          |  |  |  |  |  |  |  |                                                               |
|                                      |                                                                      |  |                                                                        |                                          |  |  |  |  |  |  |  |                                                               |
|                                      |                                                                      |  |                                                                        | Augusta Schwarzbursko-Sondershausenská   |  |  |  |  |  |  |  |                                                               |
|                                      |                                                                      |  |                                                                        |                                          |  |  |  |  |  |  |  |                                                               |
| Viktorie Adléta Šlesvicko-Holštýnská |                                                                      |  |                                                                        |                                          |  |  |  |  |  |  |  |                                                               |
|                                      |                                                                      |  |                                                                        |                                          |  |  |  |  |  |  |  |                                                               |
|                                      |                                                                      |  | Frederik Kristián II. Šlesvicko-Holštýnsko-Sonderbursko-Augustenburský |                                          |  |  |  |  |  |  |  |                                                               |
|                                      |                                                                      |  |                                                                        |                                          |  |  |  |  |  |  |  |                                                               |
|                                      | Kristián August II. Šlesvicko-Holštýnsko-Sonderbursko-Augustenburský |  |                                                                        |                                          |  |  |  |  |  |  |  |                                                               |
|                                      |                                                                      |  |                                                                        |                                          |  |  |  |  |  |  |  |                                                               |
|                                      |                                                                      |  |                                                                        | Luisa Augusta Dánská                     |  |  |  |  |  |  |  |                                                               |
|                                      |                                                                      |  |                                                                        |                                          |  |  |  |  |  |  |  |                                                               |
|                                      | Fridrich VIII. Šlesvicko-Holštýnský                                  |  |                                                                        |                                          |  |  |  |  |  |  |  |                                                               |
|                                      |                                                                      |  |                                                                        |                                          |  |  |  |  |  |  |  |                                                               |
|                                      |                                                                      |  |                                                                        | Kristián Konrád Danneskioldsko-Samsøeský |  |  |  |  |  |  |  |                                                               |
|                                      |                                                                      |  |                                                                        |                                          |  |  |  |  |  |  |  |                                                               |
|                                      | Luisa Žofie z Danneskiold-Samsøe                                     |  |                                                                        |                                          |  |  |  |  |  |  |  |                                                               |
|                                      |                                                                      |  |                                                                        |                                          |  |  |  |  |  |  |  |                                                               |
|                                      |                                                                      |  |                                                                        | Henrietta Danneskioldsko-Samsøeská       |  |  |  |  |  |  |  |                                                               |
|                                      |                                                                      |  |                                                                        |                                          |  |  |  |  |  |  |  |                                                               |
|                                      | Karolína Matylda Šlesvicko-Holštýnsko-Sonderbursko-Augustenburská    |  |                                                                        |                                          |  |  |  |  |  |  |  |                                                               |
|                                      |                                                                      |  |                                                                        |                                          |  |  |  |  |  |  |  |                                                               |
|                                      |                                                                      |  |                                                                        | Karel Ludvík Hohenlohe-Langenburský      |  |  |  |  |  |  |  |                                                               |
|                                      |                                                                      |  |                                                                        |                                          |  |  |  |  |  |  |  |                                                               |
|                                      | Arnošt I. z Hohenlohe-Langenburgu                                    |  |                                                                        |                                          |  |  |  |  |  |  |  |                                                               |
|                                      |                                                                      |  |                                                                        |                                          |  |  |  |  |  |  |  |                                                               |
|                                      |                                                                      |  |                                                                        | Amálie Henrietta ze Solms-Baruth         |  |  |  |  |  |  |  |                                                               |
|                                      |                                                                      |  |                                                                        |                                          |  |  |  |  |  |  |  |                                                               |
|                                      | Adléta z Hohenlohe-Langenburgu                                       |  |                                                                        |                                          |  |  |  |  |  |  |  |                                                               |
|                                      |                                                                      |  |                                                                        |                                          |  |  |  |  |  |  |  |                                                               |
|                                      |                                                                      |  |                                                                        | Emich Karel Leiningenský                 |  |  |  |  |  |  |  |                                                               |
|                                      |                                                                      |  |                                                                        |                                          |  |  |  |  |  |  |  |                                                               |
|                                      | Feodora Leiningenská                                                 |  |                                                                        |                                          |  |  |  |  |  |  |  |                                                               |
|                                      |                                                                      |  |                                                                        |                                          |  |  |  |  |  |  |  |                                                               |
|                                      |                                                                      |  |                                                                        | Viktorie Sasko-Kobursko-Saalfeldská      |  |  |  |  |  |  |  |                                                               |
|                                      |                                                                      |  |                                                                        |                                          |  |  |  |  |  |  |  |                                                               |